# ドナルドの襲撃部隊
『ドナルドの襲撃部隊』（ドナルドのしゅうげきぶたい、原題：Commando Duck）または『ドナルドのコマンド部隊』（ドナルドのコマンドぶたい）は、ウォルト・ディズニー・プロダクション（現：ウォルト・ディズニー・カンパニー）が製作したアニメーション短編映画作品。1944年6月2日公開。ドナルドダック・シリーズの第52作である。

## あらすじ
コマンド部隊に所属するドナルドは指揮官から敵（大日本帝国）の空軍基地を攻撃するように命令される。
パラシュートで輸送機から飛び降り、ゴムボートで川を下り敵の基地を目指すが、途中で敵兵に見つかり狙撃されそうになる。命からがら逃げ出すが、不運なことに滝から落ちてしまう。しかし、滝の途中に出っ張った枝にゴムボートが引っかかり生き延びるが、ゴムボートに滝の水が入りどんどん膨らんでいき、ついにゴムボートが破裂。大量の水と岩で敵の基地はメチャクチャになり、結果的に敵の基地を全滅させたドナルドは喜び勇んで報告書を書くのだった。

## 日本での公開
日本では『ドナルド・ダックのドタバタ50年』というタイトルのビデオ（1985年発売、発売元：ポニー）及びレーザーディスク（1986年発売）に『ドナルドのコマンド部隊』というタイトルで収録され発売されていた（因みに、『ドナルド・ダックのドタバタ50年』はバンダイからも発売されているが、バンダイ版では収録されていない）が、2013年現在は絶版である。日本を差別する過激な内容であるため、それ以降日本では公開されておらず、普及しているブエナ・ビスタ版のビデオ及びDVDにも収録されていない（海外では敵国が日本だとわかる描写を全てカットした上で発売されている）。
原語版では敵兵がドナルドを狙撃する際に「敵を後ろから狙うのが日本のやり方だ（Japanese custom say always shooting a man in the back,please.なお、ここでのpleaseはTokio Jokioのように日本人の礼節さを揶揄した表現）」と発言し、敵国が日本だということがはっきりと言及されるが、吹き替え版では敵国の名称は伏せられ、一貫して「敵」という表現が用いられていた。また、前述のセリフも日本語吹替えでは「後ろから狙うとは卑怯なやり方だ。正々堂々といこう」と改変されていた。しかし、敵国の戦闘機や基地に描かれる日の丸や十六条旭日旗はそのままであった。
なお、『ドナルドの入隊』から本作まで6作制作された、軍隊関連の作品としては最後のものとなった。

## スタッフ
- 監督：ジャック・キング
- 音楽：オリバー・ウォレス

## キャスト
- ドナルドダック（クラレンス・ナッシュ、吹き替え：関時男）
- 指揮官（吹き替え：内田稔）
- 敵兵（吹き替え：江原正士、遠藤征慈、内田稔）
- ナレーション（原語版にはない、吹き替え：江原正士）

## その他
- 戦時中、日本でもドナルドダックが度々プロパガンダ映画に利用されている情報が伝えられていた[1]。